# Nervilia gleadowii
Nervilia gleadowii là một loài thực vật có hoa trong họ Lan. Loài này được A.N.Rao mô tả khoa học đầu tiên năm 1992.